# Anomospermum andersonii
Anomospermum andersonii là một loài thực vật có hoa trong họ Biển bức cát. Loài này được Krukoff mô tả khoa học đầu tiên năm 1979.